# Корбизе, Жан-Пьер
Жан-Пьер Корбизе (фр. Jean-Pierre Corbisez) — французский политик, сенатор, член Социалистической партии.

## Биография
Родился 7 мая 1960 г. в городе Дуэ (департамент Нор). Начал свою политическую карьеру в 1988 году в качестве помощника депутата Национального собрания Альбера Факона. В 1995 году впервые возглавил список социалистов на муниципальных выборах в городе Уаньи, одержал победу и занял пост мэра этого города. Впоследствии еще трижды побеждал на муниципальных выборах в Уаньи.
В 2001 году Жан-Пьер Корбизе сменил Альбера Факона в Генеральном совете департамента Па-де-Кале, победив на выборах в кантоне Куррьер, в 2008 был переизбран. В 2008 году также сменил Альбера Факона на посту председателя агломерации Энен-Карвен.
В октябре 2017 г. Жан-Пьер Корбизе возглавил альтернативный левый список социалистов на выборах в Сенат Франции от департамента Па-де-Кале и сумел завоевать одно место в Сенате. После этого подал в отставку с поста мэра Уаньи и агломерации Энен-Карвен.

## Занимаемые выборные должности
11.06.1995 — 11.10.2017 — мэр города Уаньи 

03.2001 — 21.03.2015 — член генерального совета департамента Па-де-Кале от кантона Куррьер 

с 01.10.2017 — сенатор Франции от департамента Па-де-Кале